# Fort Solis
Fort Solis ist ein Science-Fiction-Action-Adventure, das von Fallen Leaf und Black Drakkar Games für die Systeme Microsoft Windows und PlayStation 5 entwickelt wurde und im August 2023 von Dear Villagers veröffentlicht wurde.
Eine Portierung für macOS erschien im Oktober 2023. Ob eine Portierung für Xbox Series X/S tatsächlich erfolgt, ist Stand Juni 2023 nicht entschieden.

## Handlung
Die auf dem Mars angesiedelte Handlung beginnt mit der Ankunft des Ingenieurs Jack Leary auf einer Marsstation (namens Fort Solis), wo Mineralien abgebaut und ein Projekt zur Pflanzenzucht, namens Frontier Better Tomorrow, durchgeführt wird. Als Jack Leary auf dem Außenposten Fort Solis ankommt und einer technischen Störung nachgehen will, bemerkt er den mysteriösen Charakter der Störung.

## Gameplay
Die Spielercharaktere Jack Leary und Jessica Appleton werden in der Third-Person-Perspektive gesteuert.
Während des Spielens von Fort Solis gibt es keine Ladebildschirme. Der Spieler löst Rätsel und sammelt verschiedene Protokolle, um mehr über die Ereignisse zu erfahren, die zu einem mysteriösen Vorfall am Außenposten führten. Der Spieler nutzt Jacks tragbares Multitool, um mit umliegenden Objekten zu interagieren und Aktionen wie das Aufbrechen von Türen auszuführen. Das Spiel hat mehrere Enden, die von den Entscheidungen abhängen, die der Spieler während des Spiels trifft. Gescriptete Zwischensequenzen, in denen der Spieler jedoch Entscheidungen treffen und daher Eingabebefehle auszuführen hat, sind Bestandteil des Spiels.

## Entwicklung
Fort Solis wurde von den Independentstudios Fallen Leaf und Black Drakkar Games entwickelt. James Tinsdale, Vorsitzender von Fallen Leaf, war der Projektmanager. Der Schauspieler Roger Clark, der bereits an der Produktion des Computerspiels Red Dead Redemption 2 beteiligt war, indem er dort dem Protagonisten Arthur Morgan seine Stimme lieh, stand für Fort Solis als Jack Leary vor der Motion-Capture-Kamera. Die schottische Schauspielerin Julia Brown porträtiert Jessica Appleton. Troy Baker stellt den NPC Arzt Wyatt Taylor dar.
Die Entwickler präsentierten Fort Solis als einen Science-Fiction-Thriller und legten eigenen Angaben zufolge bei der Produktion den Schwerpunkt auf Erzählung und Kinematographie. Laut Baker wurde ihm das Spiel als eine Mischung aus Dead Space und dem Duncan-Jones-Film Moon vorgestellt; Tinsdale sagte, das Team wolle den psychologischen Aspekt von Jones’ Film mit dem „isolierten, industriellen Stil“ von Dead Space kombinieren. Darüber hinaus ließen sich die Entwickler von den Filmen Solaris und Sunshine sowie von den Spielen von Quantic Dream und Supermassive Games inspirieren. Der Film The Thing diente den Entwicklern eigener Aussage zufolge als Beispielgebend für das Design der unterschiedlichen Enden.
Fort Solis basiert auf der Spiel-Engine Unreal Engine 5. Die Entwickler nutzten Nvidias Omniverse-Audio2Face-Technologie für die Erstellung von Gesichtsanimationen.

## Marketing und Veröffentlichung
Das Spiel wurde im Juni 2022 angekündigt und erstmals präsentiert. Im Oktober 2022 veröffentlichten die Entwickler einen Teaser-Trailer, indem der NPC Wyatt Taylor im Fokus steht. Im März 2023 wurde eine Demoversion von Fort Solis auf der Game Developers Conference und der PAX East vorgestellt und ein Gameplay-Trailer veröffentlicht. Im Juni 2023 wurde neben der Bekanntgabe des Veröffentlichungstermins, dem 22. August 2023, ein weiterer Gameplay-Trailer gezeigt.
Anfang August 2023 wurde ein 14-minütiger Ausschnitt aus dem Spiel sowie ein weiterer Werbetrailer präsentiert.
Ab dem 6. Oktober 2023 soll das Spiel auch in einer limitierten physischen Ausgabe für PlayStation 5 angeboten werden.

## Bewertung
Laut Metacritic fielen die Bewertungen sowohl für die PC- als auch für die PS5-Version unterschiedlich aus. Stand 24. August 2023 ergeben die Kritiken zusammengenommen im Durchschnitt eine Bewertung von 55 von 100 Punkten bei der PC-Version und 65/100 bei der PS5-Version.